# Robert Dale
Pour les articles homonymes, voir Dale.
Le Lieutenant Robert Dale aussi désigné comme Enseigne Dale dans certains rapports (octobre 1812–20 juillet 18531) fut le premier explorateur européen à traverser la chaine des Darling Range dans l'État d'Australie-Occidentale (Western Australia).

## Biographie
Robert Dale naquit en Angleterre en octobre 1812. Sous l'influence de son grand-oncle le général William Dyott, il s'engage comme enseigne dans l'armée britannique au sein du 63e régiment à pied dit The West Suffolk, peu de temps avant d'être envoyé en poste au sein de la colonie de la Rivière Swan dans l'ouest de l'Australie. À son arrivée dans la colonie, il dut seconder le Résident Général John Septimus Roe, qui dirigeait le Département mais avait une importante d'activité. Dale passa 4 années à diriger le Department, gouvernant, établissant des routes et explorant la région. Il fut le premier Européen à traverser la chaine des Darling Range, où il découvrit la vallée fertile de la rivière Avon et aida à établir les bases des villes de Northam, Toodyay, et York (Australie-Occidentale). Il fut aussi le premier Européen à voir et à décrire le numbat (Myrmecobius fasciatus).
Dale fut promu Lieutenant en 1832, mais l'année suivante il mit fin à son contrat et quitta sa carrière militaire puis entra en Angleterre. Il prit avec lui la tête de Yagan, un Aborigène d'Australie de la nation Noongar, qui avait été tué par un jeune colon. Robert Dale s'installa alors à Liverpool, se joignant à sa famille dans le commerce du bois. Plus tard, il devint l'un des promoteurs de l'utilisation des bois de jarrah ou Eucalyptus marginata provenant de la province d'Australie-Occidentale. 
Il mourut de tuberculose à Bath, dans le Somerset le 20 juillet 1853.
Une colline de taille significative implantée sur le sol du Sud de la Mundaring Weir (en) fut dénommée Mount Dale, Western Australia (en) près de  Wheatbelt en son honneur. La Dale River (Western Australia) (en) est tributaire de l'Avon (Australie-Occidentale) fut aussi nommée en son nom.

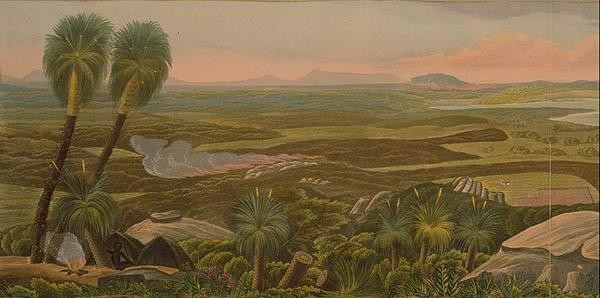
Vue panoramique de King Georges Sound

Le recueil Vue panoramique de King Georges Sound (en), publiés en 1834 :une publication colorée à la main par Robert Havell,qui est basée sur les descriptions de Robert Dale.

## Autres lectures
- Cook, Karen Severud, « The Secret Agenda of Western Australian Explorer, Robert Dale (1809–1853) », The Globe, no 54,‎ 2003, p. 23–34